# Ascochytulina smilacina
Ascochytulina smilacina är en svampart som beskrevs av Punith. 1988. Ascochytulina smilacina ingår i släktet Ascochytulina, divisionen sporsäcksvampar och riket svampar.   Inga underarter finns listade i Catalogue of Life.